# Archicebus achilles
Archicebus achilles — викопний вид довгоп'ятоподібних приматів, єдиний у роді Archicebus і родині Archicebidae. Скелет архіцебуса був знайдений у провінції Хубей, Китай (формація Yangxi, Jingzhou area). Один із найдавніших і найдрібніших приматів: його вагу оцінюють у 20-30 г. Щоб уникнути можливого руйнування скелета, його не стали витягати з породи, а отримали тривимірну модель на основі серії зроблених на синхротроні рентгенівських знімків.

## Опис
Скам'янілості цього виду виявлені в сланцевих відкладах еоценового віку (близько 55 млн років). Зберігся практично весь скелет. Тіло завдовжки близько 7 см, хвіст більше 13 см, довжина черепа близько 25 мм (ширина — 17 мм). Форма черепа округла, морда коротка; чотири премолярних зуба в кожній щелепі квадратної форми. Задні ноги довші (особливо п'яткова кістка; стегно — 27,0 мм; гомілка — 30,1 мм; малогомілкова кістка — 29,1 мм, стопа — 33,5 мм). За будовою черепа схожий з видами Teilhardina asiatica і Tetonius homunculus, а за будовою зубів — з представниками родів Teilhardina, Donrussellia, Marcgodinotius і Asiadapis. Імовірно, Archicebus achilles жили в лісі й були денними, деревними і комахоїдними. Виявлення настільки древнього представника ряду свідчить на користь гіпотези азійського центру походження приматів. Вид був описаний міжнародною групою біологів (КНР, США, Франція) на чолі з китайським палеонтологом Xijun Ni (Інститут палеонтології хребетних і палеоантропології).

## Філогенія приматів
За даними авторів опису таксона (Ni et al., 2013), рід Archicebus — це базальний член клади, що включає Tarsiidae, що робить їх спорідненою групою до мавп і людини[уточнити].